# Front Row
Front Row è un'applicazione contenuta negli iMac G5 di terza generazione che permette all'utente di accedere ai contenuti multimediali (musica, foto, video e DVD) del proprio computer usando il telecomando Apple Remote. Il programma è verosimilmente finalizzato ad entrare in competizione con i computer con Windows Media Center. Il suo annuncio è stato dato da Steve Jobs il 12 ottobre 2005.
L'interfaccia della applicazione è simile a quella introdotta con l'apple tv di prima e seconda generazione
Il telecomando è simile come aspetto all'iPod shuffle e possiede soltanto sei bottoni. Diversamente ad altri comuni software di gestione di multimedia, Front Row non possiede la funzione di DVR.
Alcuni vedono questa mossa della Apple come un passo per entrare nel mercato dei media center e far diventare i computer Macintosh dei digital hub, come quelli che sono stati sviluppati negli ultimi anni.
Sebbene la Apple abbia incluso Front Row soltanto con i nuovi modelli iMac e non abbia confermato la loro compatibilità con altri Mac, una versione hack di Front Row è apparsa sui siti di condivisione dei file e sarebbe compatibile con altri Mac, con alcune limitazioni. 1.
Nel 2006 Apple ha munito di Front Row anche i nuovi iMac, i nuovi portatili MacBook e MacBook Pro, ed i nuovi Mac Mini, tutti con processori Intel.
Front Row è stato abbandonato con Mac OS X Lion nel 2011.

## Funzionalità
Sono citate sotto alcune delle funzionalità di Front Row:
- Naviga nella libreria e riproduce le canzoni di iTunes.
- Visualizza le presentazioni e gli album di iPhoto.
- Riproduce i filmati che l'utente ha nella cartella "Filmati" o che ha comprato con iTunes.
- Visualizza i trailer (questa funzione necessita di connessione Internet).
- Riproduce i DVD senza l'applicazione DVD Player.
- Riproduce i video musicali che l'utente ha acquistato con iTunes.
- Riproduce i filmati che l'utente ha prodotto con iMovie.
- Visualizza i Podcast video (Vodcast).